# Цегеа (Сату Маре)
Цегеа (рум. Țeghea) насеље је у Румунији у округу Сату Маре у општини Краидоролц. Oпштина се налази на надморској висини од 127 m.

## Становништво
Према подацима из 2002. године у насељу је живело 59 становника.

### Попис2002.
| Расподела становништва по националности 2002.‍ | Расподела становништва по националности 2002.‍ | Расподела становништва по националности 2002.‍ | Расподела становништва по националности 2002.‍ | Расподела становништва по националности 2002.‍ |
| --------------------------------------------- | --------------------------------------------- | --------------------------------------------- | --------------------------------------------- | --------------------------------------------- |
|                                               |                                               |                                               |                                               |                                               |
| Румуни                                        | Румуни                                        |                                               | 31                                            | 56,4%                                         |
| Мађари                                        | Мађари                                        |                                               | 24                                            | 43,6%                                         |